# Duellplakatet
Duellplakatet var ett år 1662 utfärdat dokument som uttryckligen förbjöd dueller i Sverige.
Den som trots förbudet dristade sig att duellera kunde åläggas böter eller bli utvisad, och den som dog i duell fick inte "niuta några Christelige och uthi Wårt kiära Fädernes Land öflige och loffligebegraffnings ceremonier, uthan läggias i Jorden såsom en Misdådare och Illgierningsman".
Förbudet upprepades i nya förordningar 1682 och 1738.